# Doroteia de Cesareia
Doroteia de Cesareia foi uma jovem capadócia, conhecida por oferecer sua virgindade a Deus e por este motivo fora perseguida e martirizada. Também conhecida pela devoção popular como a santa das flores. Nobre, muito rica e bem-educada, Doroteia viveu em Cesareia, capital da província romana da Capadócia e foi, segundo a lenda, martirizada por ser cristã no ano de 304, vítima das perseguições de Diocleciano.
Ela e Teófilo são mencionados no Martirológio Romano como mártires de Cesaréia na Capadócia, com um dia de festa em 6 de fevereiro.

## Vida
Virgem e mártir, Doroteia de Cesareia sofreu durante a perseguição a Diocleciano, em 6 de fevereiro de 311, em Cesareia na Capadócia. Ela foi levada perante o prefeito Saprício, julgada, torturada e sentenciada à morte. No caminho para o local da execução, o advogado pagão Teófilo disse-lhe, zombando: "Noiva de Cristo, envie-me algumas frutas do jardim do seu noivo". Antes de ser executada, ela enviou a ele, por um garoto de seis anos, seu toucado, que foi encontrado com uma fragrância celestial de rosas e frutas. Teófilo imediatamente se confessou cristão, foi esticado no cavelete e sofreu a morte. Esta é a versão mais antiga da lenda, que foi ampliada posteriormente.

## Veneração
No Ocidente, ela é venerada desde o século VII. O culto de Doroteia tornou-se difundido na Europa durante a Idade Média. No final da Suécia medieval, ela era considerada o 15.º membro dos catorze santos auxiliares, e na arte ocorreu com Santa Bárbara, Catarina de Alexandria e Margarida de Antioquia, formando com elas um quarteto de santos chamadas de fyra huvudjungfrurna ou em latim, "Quattor Virgines Capitales", que significa "As quatro virgens capitais".

## Padronado
Ela é considerada a padroeira dos jardineiros. Em sua festa (6 de fevereiro) as árvores são abençoadas em alguns lugares. 